# Fura-2AM
Fura-2-AM ist ein membrangängiges Derivat des Fura-2. Fura-2 wurde 1985 von Roger Tsien und Kollegen entwickelt und dient als Ca2+-Indikator.

## Eigenschaften
Fura-2 liegt als Natrium- oder Kaliumsalz vor. Durch die Bindung an Acetoxymethylester (AM) kann Fura-2 durch passive Diffusion in die Zelle eindringen. In der Zelle spalten endogene Esterasen das AM ab, wodurch erstens Fura wieder reaktiviert wird, und zweitens ein Austreten aus der Zelle verhindert wird.
Die Messung der Ca2+ induzierten Fluoreszenzänderung erfolgt bei 340 und 380 nm, wobei Ca2+ gesättigtes Fura-2 bei 340 nm und freies Fura-2 bei 380 nm angeregt wird. Die freigesetzte Calciummenge wird anhand des Verhältnisses 340/380 nm bestimmt, da durch dieses Verhältnis bereits Unterschiede in der Verteilung des Fura-2 innerhalb der Zelle und Unterschiede in der Zelldicke berücksichtigt werden.